# Nina Roberts
Pour les articles homonymes, voir Roberts.
Sophie Malnatti, dite Nina Roberts, née le 8 septembre 1981 à Villecresnes, est une ex-actrice française, ayant essentiellement joué dans des films pornographiques.

## Biographie
Fille d'un couple divorcé, la future Nina Roberts affirme vite un caractère rebelle et se considère comme une « punk anticonformiste ». Adolescente, elle découvre le cinéma pornographique, dont elle a le sentiment qu'il donne aux femmes un pouvoir sur les hommes.
Mère célibataire à l'âge de vingt ans, en difficulté financière, elle répond à une annonce de casting pour films X afin de gagner un peu d'argent. Elle connaît sa première expérience avec l'acteur-réalisateur HPG. Après avoir tourné quelques films pornographiques amateurs, elle devient actrice professionnelle en utilisant le pseudonyme de Nina Roberts, destiné à évoquer l'actrice américaine Julia Roberts à laquelle elle ressemble un peu. Elle joue d'ailleurs le rôle principal d'une parodie X de Pretty Woman, intitulée Pretty Nina.
Pendant deux ans, elle tourne avec HPG, puis Fred Coppula ou Fabien Lafait. Présente dans des productions Marc Dorcel et Blue One, elle devient très rapidement l'une des principales vedettes du porno français des années 2000. Elle fait plusieurs fois la couverture de Hot Vidéo et atteint le sommet de sa popularité vers 2004.
Dès 2003, cependant, elle arrête temporairement les tournages pour se lancer dans l'écriture ; elle publie l'année suivante son premier livre, J'assume, qui retrace son parcours dans le X, et dont Virginie Despentes signe la préface. Elle publie en 2007 un second livre, Grosse Vache, dans lequel elle trace le portrait d'une jeune fille qui se confronte à la boulimie, puis à l'anorexie, à la cocaïne, au speed, et à l'amour.
Elle revient ensuite devant la caméra et, en 2007, participe à 3 films de Fabien Lafait, Marie-Chantale Marie-Salope, La Boulangère et Stagiaires débutantes. La même année, le réalisateur Thibault Staib, son compagnon de l'époque, réalise sur une période de six mois un documentaire qui la suit au jour le jour alors qu'elle prépare sa retraite du porno. Le film, intitulé Nina, est diffusé sur la chaîne Planète No Limit. Elle entame à l'époque une reconversion dans la photographie, tout en continuant à se produire occasionnellement dans des shows érotiques. Parallèlement à sa carrière à l'écran, elle est l'une des rares actrices pornographiques à revendiquer avoir pratiqué l'escorting de luxe de manière occasionnelle.
En 2008, alors que ses apparitions devant la caméra se sont raréfiées, elle fait partie de la distribution de Casino-No-Limit produit par Marc Dorcel (le plus gros budget X français à ce jour), pour les besoins d'une scène avec Mélissa Lauren.
Nina Roberts arrête ensuite sa carrière d'actrice. Elle connaît alors des moments psychologiquement difficiles et vit une période de toxicomanie, dont elle parvient à sortir grâce au couple qu'elle forme avec le musicien Rash, chanteur du groupe punk Horresco Referens.
Elle devient ensuite, sous le nom de NIN4, chanteuse et bassiste du groupe pop punk Pravda (rebaptisé Pravda 2.0), où elle succède à Sue. Elle est également artiste pluridisciplinaire (vidéo, photo, écriture), inspirée par l'esthétique punk rock. Le manque d'argent la pousse cependant à rester en contact avec le milieu du X : elle continue de travailler comme maquilleuse sur des tournages, et pour Dorcel aux services castings et communication. Au début des années 2010, elle continue à faire de brèves apparitions devant la caméra, mais sans participer aux scènes sexuelles.
En juin 2009, Nina Roberts réalise un clip contre le viol, en réaction à celui qui avait été diffusé avec Clara Morgane et qu'elle jugeait trop édulcoré. Elle fait par ailleurs des apparitions dans des films non pornographiques, comme Bye Bye Blondie réalisé par Virginie Despentes, ou Léa de Bruno Rolland.
Elle reprend des études et devient coach sportive et diététicienne, ayant décidé, pour le bien de son fils, de mener une vie plus stable. En 2011, dans le reportage Rhabillage, réalisé par Ovidie pour Envoyé spécial, elle témoigne sur sa reconversion professionnelle et sur ses difficultés à échapper à son passé. Elle conserve cependant des liens avec le milieu du X, qu'elle perçoit « comme une drogue » dont il est difficile de se passer. Elle travaille notamment pour Jack Tyler en tant que maquilleuse, mais également comme scénariste et co-réalisatrice.

## Filmographie sélective

### Pornographique

#### Actrice
- 2003 : Pretty Nina de Fabien Lafait
- 2003 : Mes meilleures copines de Yannick Perrin
- 2004 : La Totale de Fred Coppula
- 2004 : Chrono sex de Fred Coppula
- 2004 : Katsumi à l'école des sorcières d'Alain Payet
- 2004 : Infirmière de choc de Patrice Cabanel
- 2004 : Clean girls de Fabien Lafait
- 2004 : Tentations... d'une femme mariée de Fred Coppula
- 2004 : Protection très rapprochée d'Hervé Bodilis
- 2004 : Vendeuses prêtes à niquer de Patrice Cabanel
- 2004 : Belles comme la vie de Yannick Perrin
- 2004 : Nina, toujours consentante ... de Fabien Lafait
- 2005 : Les Co-locataires de Patrice Cabanel
- 2005 : Propriété Privée de Jack Tyler
- 2006 : Les Deux sœurs d'Hervé Bodilis
- 2006 :  Éloge de la chair de Jack Tyler
- 2006 :  Entre femmes de Fabien Lafait
- 2007 :  Marie-Chantal, Marie-Salope de Vyper
- 2007 : La Boulangère  de Fabien Lafait
- 2007 : Les petites étrangères d'Éric Marchand
- 2008 : Stagiaires débutantes de Fabien Lafait
- 2008 : Casino-No-Limit d'Hervé Bodilis
- 2010 : Mademoiselle de Paris d'Hervé Bodilis (rôle non sexuel)
- 2012 : La Journaliste de Pascal Lucas (rôle non sexuel)

#### Réalisatrice
- 2013 : Jeux vicieux (co-réalisatrice avec Jack Tyler)

### Non pornographique
- 2005 : Pour le meilleur et pour le plaisir (téléfilm érotique)  de Gilbert Pop
- 2005 :  Vengeance brûlante (téléfilm érotique)  de Marc Riva
- 2006 :  On ne devrait pas exister de HPG
- 2008 :  Hard (série télévisée)   de Cathy Verney
- 2011 :  Emptiness Crushes my Soul (clip de la chanson du groupe Loudblast) de M. Bernadat)
- 2011 : Pour le meilleur et pour le plaisir (érotique) de Gilbert Pop
- 2011 : Léa de Bruno Rolland
- 2012 :  Bye Bye Blondie de Virginie Despentes (sous le nom de Sophie Malnatti)
- 2014 : Fils de (documentaire) de HPG

## Distinctions
- 2008 : X Awards Prix du Jury au Festival international de l'érotisme de Bruxelles
- 2008 : Ninfa Award pour Casino - No Limit au Festival international de cinéma érotique de Barcelone[12],[13].

## Publications
- J'assume, éditions Scali, 2004 ;
- Grosse Vache, éditions Scali, 2007.